# Pasig
Thành phố Pasig (tiếng Philippines: Lungsod ng Pasig) là một đơn vị hành chính trực thuộc thủ đô Manila. Nó vốn là tỉnh lỵ của tỉnh Rizal. Rizal tiếp giáp với các thành phố Quezon, Mandaluyong ở phía Tây; thành phố Marikina ở phía Bắc, các thành phố Makati, Pateros, và Taguig ở phía Nam; huyện Cainta của tỉnh Rizal ở phía Đông. Pasig được công nhận là thành phố từ năm 1995. Hiện nó là một trong những thành phố đông dân nhất của Philippines.